# Magdalena Wolińska-Riedi
Pour les articles homonymes, voir Wolińska et Riedi.
 (janvier 2024).
Magdalena Wolińska-Riedi (née le 22 mai 1979) est une journaliste polono-vaticanaise.

## Biographie
Wolińska-Riedi est titulaire d'un diplôme en études italiennes de l'université de Varsovie et d'un diplôme en histoire de l'Église de l'Université pontificale grégorienne de Rome. Elle fut également étudiante à l'Académie diplomatique de Varsovie.
En 2014, Wolińska-Riedi remplace Urszula Rzepczak en tant que correspondante italienne de la chaîne de télévision polonaise Telewizja Polska. Elle est invitée à assumer ce poste, car les dirigeants de Telewizja Polska l'avaient vue animer un documentaire sur les Polonais de la Cité du Vatican. En 2016, Wolińska-Riedi est invitée par le président polonais Andrzej Duda à présenter un cadeau au nom de la Pologne au pape François en tant que seule représentante de la Pologne située dans la Cité du Vatican. Ce geste est controversé et considéré comme une violation du protocole diplomatique, car les cadeaux d'État sont censés être offerts par le chef de l'État ou un membre de haut rang du gouvernement.
En plus de travailler comme journaliste, Wolińska-Riedi travaille également comme traductrice polonaise pour l'italien et le latin. Grâce à ces travaux de traduction, elle est associée à la Rote romaine et au Tribunal suprême de la Signature apostolique.
Wolińska-Riedi est mariée à un membre de la Garde suisse pontificale, qu'elle a rencontré lors des Journées mondiales de la jeunesse en 2000, dans une cérémonie célébré par le cardinal Joseph Ratzinger, qui deviendra plus tard le pape Benoît XVI. Elle vit et travaille dans la Cité du Vatican depuis 2003. Elle détient la citoyenneté vaticanaise par son mariage avec son mari, ce qui en fait l'une des 30 femmes laïques à avoir la citoyenneté vaticanaise. Elle a deux filles, toutes deux baptisées par le pape Benoît XVI. En 2019, la famille déménage du Vatican.

## Source de traduction
- (en) Cet article est partiellement ou en totalité issu de l’article de Wikipédia en anglais intitulé « Magdalena Wolińska-Riedi » (voir la liste des auteurs).

1. ↑  (pl) « Polka przez 16 lat mieszkała za bramą w Watykanie. Była obserwowana przez 360 kamer! », sur Fakt, 2019 (consulté le 29 janvier 2022)